# Mesoleius insidiosus
Mesoleius insidiosus är en stekelart som först beskrevs av Cresson 1868.  Mesoleius insidiosus ingår i släktet Mesoleius och familjen brokparasitsteklar. Inga underarter finns listade i Catalogue of Life.